# Synalpheus heardi
Synalpheus heardi är en kräftdjursart som beskrevs av Dardeau 1984. Synalpheus heardi ingår i släktet Synalpheus och familjen Alpheidae. Inga underarter finns listade i Catalogue of Life.